# Filipe Carvalho
Filipe Carvalho (Guarda, 15 de julho de 1985) é um gestor, empreendedor criativo e empresário português com formação em gestão e administração de empresas. Ele é irmão gêmeo do ator e modelo Pedro Carvalho.

## Trabalhos em televisão
- 2008 - Liberdade 21 - RTP1
- 2007 - Detective Maravilhas - Afonso - TVI
- 2007 - Floribella - Miguel - SIC
- 2007 - PICA - RTP2

## Trabalhos em cinema
- 2008 - Corte
- 2008 - Vida de Filme - Duarte
- 2008 - O Apelo - Gonçalo Antunes
- 2008 - Por Favor não clipes o meu videoclip - Tó
- 2007 - Gotas de Alma - Rui
- 2006 - Escritora Italiana
- 2007 - Fear in the woods - Micky
- 2007 - Nokefô

## Trabalhos em teatro
- 2008 - Luto Clandestino - Teatro O Bando - Brasil
- 2008 - Os Vivos - Teatro O Bando - António
- 2007 - Quem ma Dera - A Velha
- 2007 - Amnistia Internacional - Dna Josefina